# Kozanów
Kozanów (niem. Kosel lub Cosel, po 1945 przejściowo Kozoniowo) – osiedle w północno-zachodniej części Wrocławia, w dawnej dzielnicy Fabryczna, na północny wschód od Pilczyc i na północny zachód od Popowic. W granicach miasta od 1928.

## Wieś (do 1928)
W 1208 Henryk Brodaty przekazał wieś Kozanowo (Chosanouo) wrocławskiemu biskupowi Wawrzyńcowi. Była to własność biskupstwa wrocławskiego aż do edyktu sekularyzacyjnego wydanego przez władze pruskie w 1810. W 1305 wieś pojawia się pod współczesną nazwą Kozanów. Przynajmniej do XVIII wieku była zamieszkana przez Polaków. Była tam wtedy szkoła, gospoda i cztery gospodarstwa rolne. W roku 1613 śląski regionalista i historyk Mikołaj Henel z Prudnika wymienił miejscowość w swoim dziele o geografii Śląska pt. Silesiographia podając jej łacińską nazwę: Cosla.
W 1898 zdecydowano o budowie dwóch cmentarzy na terenie odkupionym od hrabiego Remusa von Woyrscha. Pomiędzy Coselstrasse i Pilsnitzer Str. (ulice Pałucka i Pilczycka) w miejscu, gdzie obecnie jest park, zlokalizowano nowy cmentarz komunalny, w tym samym trójkącie był również cmentarz wiejski Kozanów, a obok niego cmentarz parafii pw. św. Mikołaja. Natomiast teren bardziej na południe, pomiędzy Pilsnitzer Str. a Flughafen Str. (ulicami Pilczycką i Lotniczą), przeznaczono na nowy cmentarz gminy żydowskiej. Jego budową miało się zająć bractwo Chewra Kadisza noszące nazwę Israelitische Kranken-Verpflugengs-Anstalt und Beerdigungs-Gesellschaft (Żydowski Zakład Opieki nad Chorymi i Towarzystwo Pogrzebowe). Budowę nadzorował architekt Paul Ehrlich, a zieleń zaprojektował dyrektor miejskiego ogrodnictwa Hugo Richter. Otwarcie Juedischer Friedhof an der Flughafenstrasse (obecna nazwa to Nowy Cmentarz Żydowski we Wrocławiu) nastąpiło w 1902. Wtedy też wybudowano kaplicę. W 1920 wydzielono specjalne pole honorowe dla uczczenia żołnierzy pochodzenia żydowskiego, którzy zginęli podczas I wojny światowej. W jego centrum znajdował się pomnik, na którego bocznych ścianach na 8 tablicach wyryto nazwiska 432 poległych żołnierzy (w czasie I wojny światowej zginęło ogółem około 10 tysięcy żołnierzy pochodzących z Breslau).
W ten sposób tuż obok siebie funkcjonowały cztery cmentarze (do dziś istnieje tylko żydowski):
- Friedhof St. Nikolai - cmentarz parafii pw. św. Mikołaja
- Dorffriedhof Cosel - cmentarz wiejski Kozanów
- Kommunal Friedhof im Cosel (Coseler Friedhof) - cmentarz komunalny w Kozanowie
- Juedischer Friedhof an der Flughafenstrasse - cmentarz żydowski przy ulicy Lotniczej

## Osiedle
Istniejąca w okresie międzywojennym zabudowa koncentrowała się w północnej części Coselstrasse (ulicy Pałuckiej). W końcu lat 20. pomiędzy Alemannenweg (ulica Dziadoszańska) a Westpark (park Zachodni) wybudowano niewielkie osiedle domów bliźniaczych dla ofiar I wojny światowej.

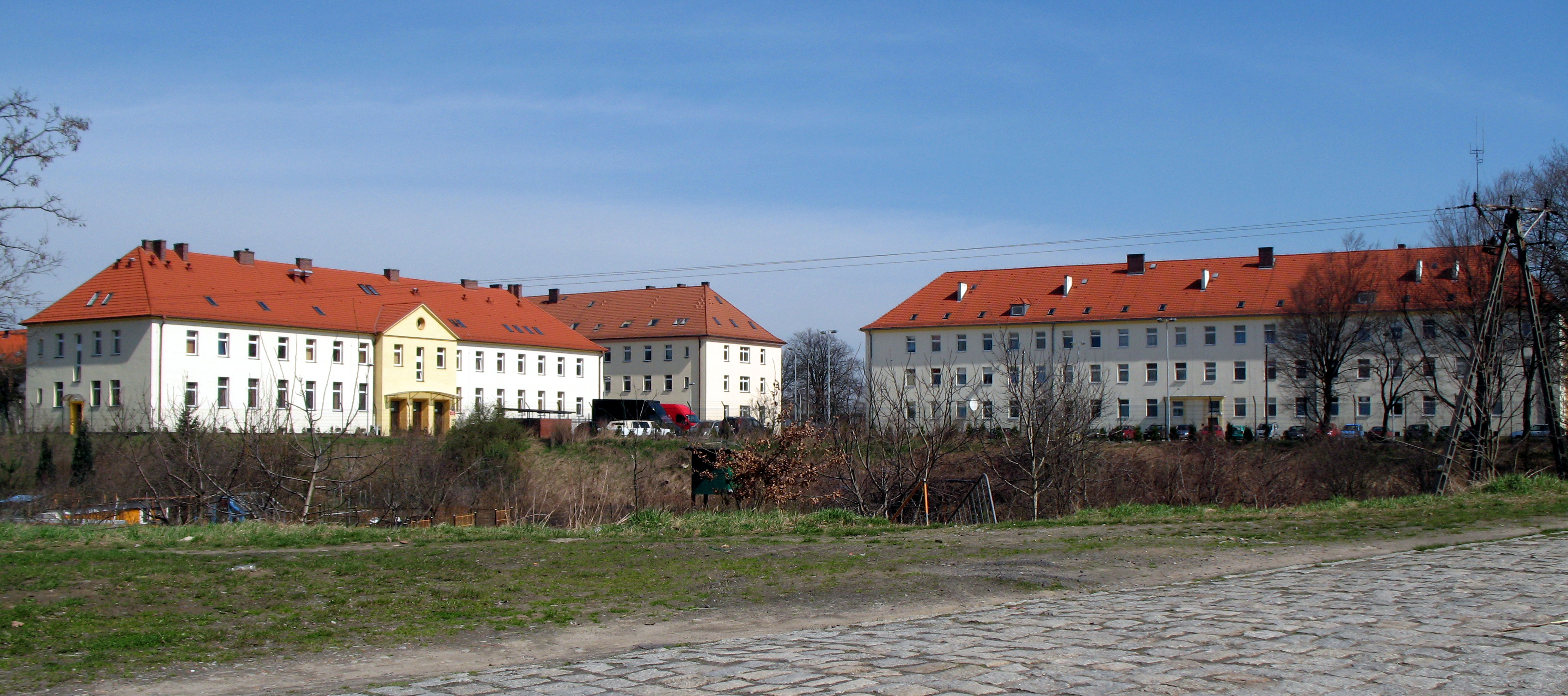
Dawne koszary

Do 1943 wszyscy wrocławscy Żydzi zostali wywiezieni. Później na miejscowym cmentarzu żydowskim chowano tylko Żydów pochodzących z rodzin mieszanych oraz więźniów z obozów pracy. W tym samym roku z polecenia gauleitera Karla Hankego utworzono tu żydowską placówkę medyczną (Juedische Krankenstation Cosel). Placówka i cmentarz funkcjonowały do końca 1944.
Teren osiedla został zdobyty przez wojska rosyjskie 1 IV 1945. Po wojnie zlokalizowano w północno-zachodniej części Kozanowa bazę wojskową (w miejscu dawnych niemieckich koszar saperów - Adolf Hitler Kaserne) i poligon Armii Radzieckiej. Obecnie na terenie byłej bazy znajduje się m.in. komisariat policji Wrocław-Fabryczna, Oddziały Prewencji Policji, Przewodnicy Psów Policyjnych, Policyjny parking depozytowy oraz przystań żeglarsko-kajakowa używana przez Klub Żeglarski "Wyspy Zaczarowane".
Przed II wojną światową na terenie koszar znajdowała się największa stocznia rzeczna w Europie.

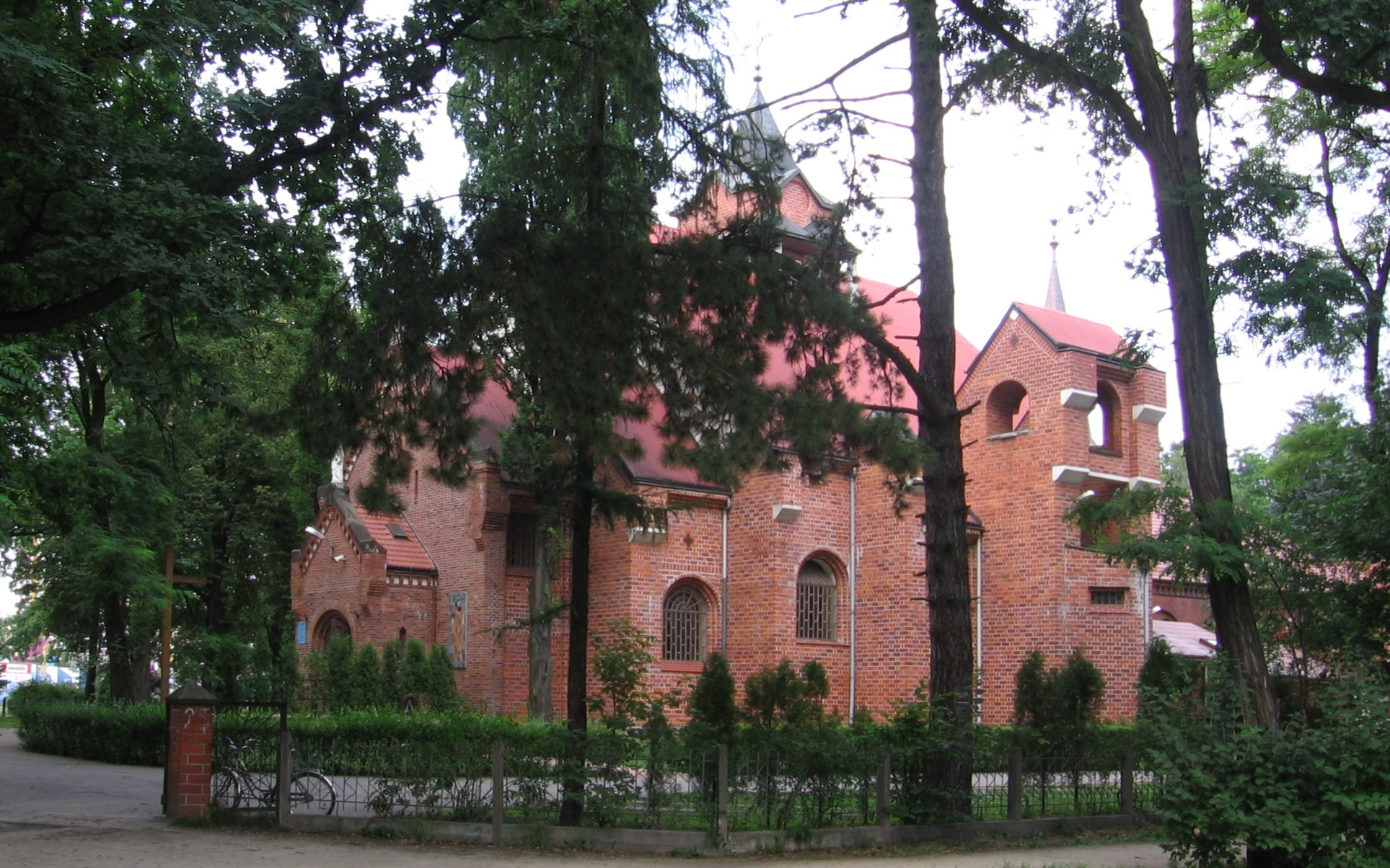
Kościół św. Jadwigi

Cmentarz komunalny został zlikwidowany, jego teren stał się częścią parku Zachodniego. Pozostał po nim tylko pomnik przedstawiający anioła posłańca śmierci z symbolem urny i węża; na cokole jest tablica z napisem "Auch der Schmerz ist Gottes Bote" (Również cierpienie jest posłańcem Boga). W południowo-zachodniej części byłego terenu cmentarza w latach 80. jako dobudówkę do dawnej kaplicy cmentarnej wybudowano kościół parafii pw. św. Jadwigi. Kościół pw. św Jadwigi nazywany jest przez mieszkańców Kozanowa czerwonym, w celu odróżnienie go od kościoła pw. Macierzyństwa Najświętszej Maryi Panny, który zwany jest białym. Natomiast cmentarz żydowski zwrócono prawowitym właścicielom i do dziś służy jako nekropolia Gminy Żydowskiej we Wrocławiu. W 1983 został wpisany do rejestru zabytków.

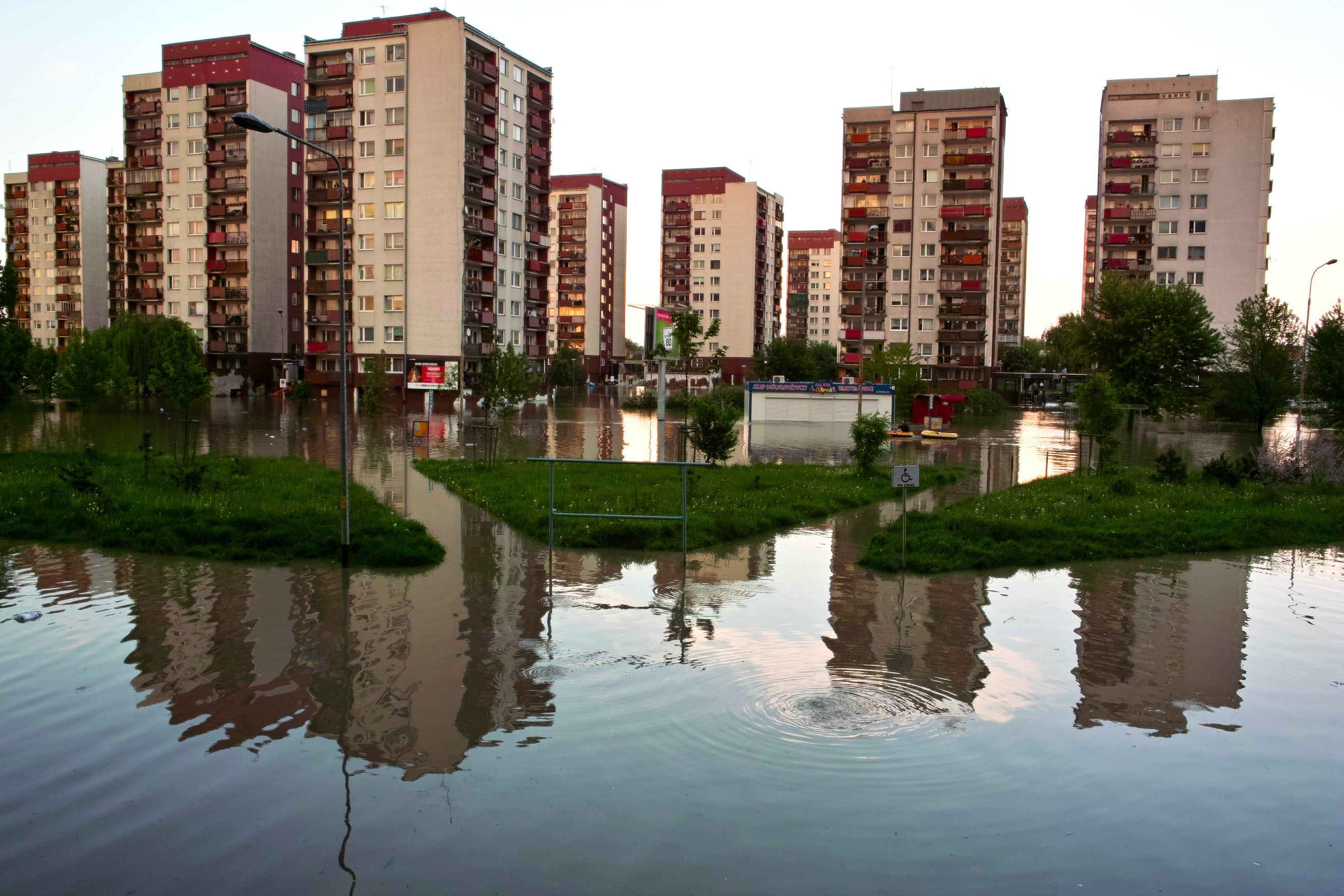
Powódź na Kozanowie, 22 maja 2010 r.

Do lat 70. XX wieku Kozanów pozostawał bardzo słabo zamieszkanym rejonem miasta, pojedyncze zabudowania rozciągały się jedynie wzdłuż ulicy Sielskiej. Okolica ta traktowana była - także ze względu na fakt, że mieści się w obniżeniu - jako tereny zalewowe na wypadek zdarzających się tu czasem katastrofalnych powodzi, wywoływanych przez wezbrane wody Odry lub Ślęzy, przepływającej niedaleko na zachód od Kozanowa. Decyzja o zabudowie Kozanowa wysokimi blokami mieszkalnymi z wielkiej płyty okazała się brzemienna w skutki. Już po dwudziestu kilku latach katastrofalna powódź tysiąclecia roku 1997 zalała Kozanów i okolice. Osiedle było najbardziej poszkodowaną okolicą miasta, woda sięgała tam miejscami pierwszego piętra. Podczas powodzi w 2010 roku 22 maja Kozanów znów został częściowo zalany.

## Środowisko przyrodnicze

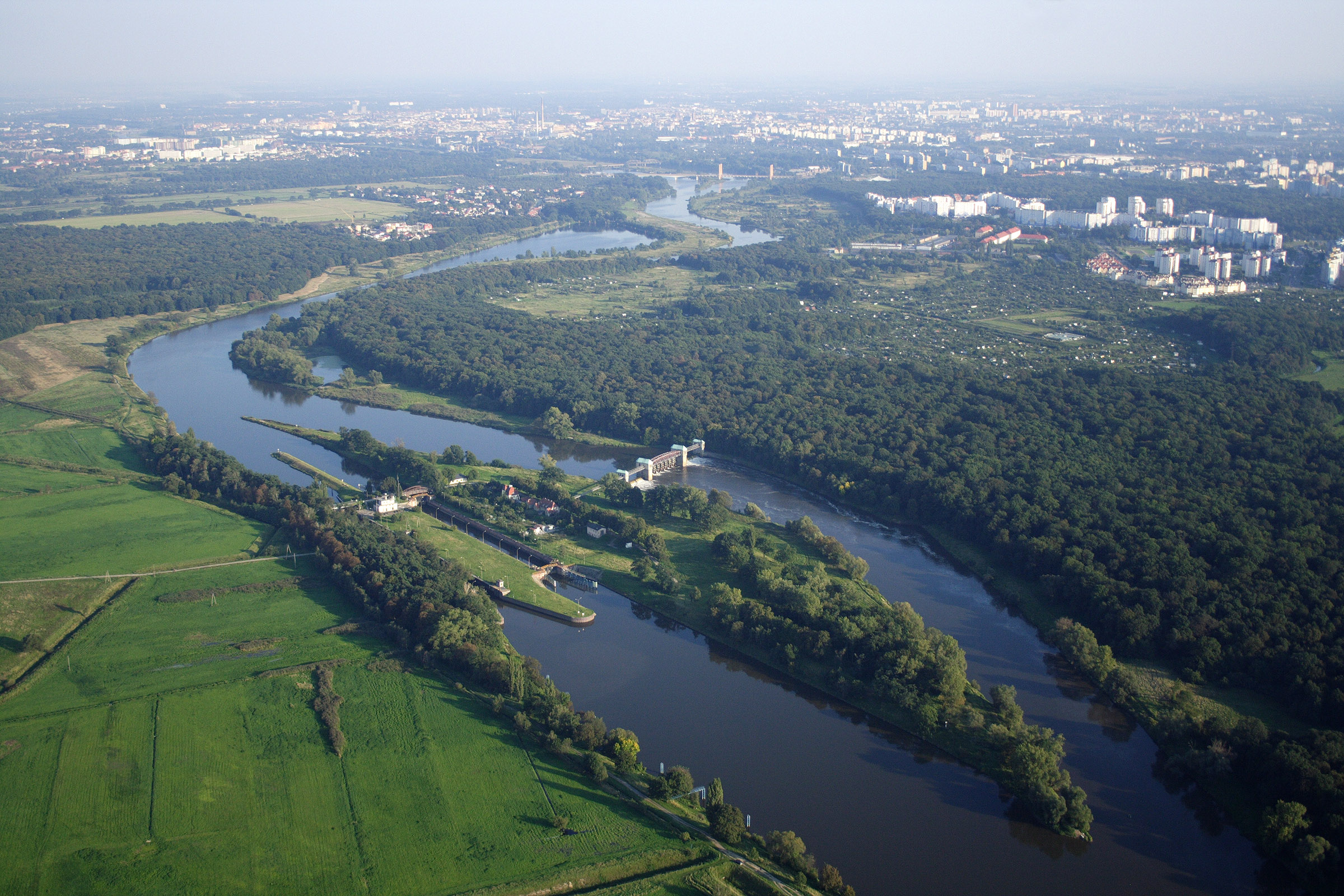
Po prawej Kozanów oraz jego otoczenie (widok przed budową mostu Rędzińskiego)

Osiedle Kozanów otaczają rozległe tereny zielone: park Zachodni, park Pilczycki, Las Pilczycki i inne tereny niezabudowane. Przynajmniej częściowo odznaczają się one dużą wartością przyrodniczą. Na krajobraz otoczenia Kozanowa składają się ogródki działkowe, zbiorowiska nieleśne, założenia parkowe, lasy przekształcone działalnością człowieka oraz lasy zbliżone do naturalnych. Oprócz koryta Odry istnieją również zbiorniki wody stojącej pochodzenia sztucznego (glinianki) i naturalnego (starorzecza).
W otoczeniu osiedla występują bogate populacje chronionych owadów: kozioroga dębosza, pachnicy dębowej i przeplatki maturny. Obserwowano też obecność czerwończyka nieparka oraz drapieżnego modraszka telejusa. Stwierdzono tutaj lęgi m.in. takich gatunków ptaków jak krzyżówka, łyska, potrzos, trzcinniczek, bączek, perkoz dwuczuby i łabędź niemy. W obrębie samego osiedla obserwowano lęgi czterech par pustułek, a w Lesie Pilczyckim obecność dzięcioła czarnego i dzięcioła zielonosiwego. W okolicach Kozanowa występują liczne gatunki płazów, w tym traszka zwyczajna i grzebieniasta, rzekotka drzewna, ropucha zielona i szara, żaba trawna, moczarowa i jeziorkowa oraz kumak nizinny i grzebiuszka ziemna. Ssaki reprezentowane są m.in. przez wiele gatunków nietoperzy. Występują też kuna leśna, lis rudy, tchórz zwyczajny, gronostaj, zając szarak, wydra europejska oraz dzik..

## Placówki publiczne
Na osiedlu znajdują się następujące placówki oświatowe:
- Zespół Szkół nr 21[20], ul. Piotra Ignuta 28
  - SP 75 z Oddziałami Integracyjnymi im. Henryka Sienkiewicza
  - SP 116
  - Gimnazjum 52 dla Uczniów z Mózgowym Porażeniem Dziecięcym
- Gimnazjum nr 7 (od nowej reformy 2017 SP nr 33) im. Tradycji Herbu Wrocławia, ul. Kolista 17
- Przedszkole 110 Domek Krasnoludków ul. Gołężycka 4a
- Wrocławski Klub Anima, ul. Pilczycka 474
- Komisariat Policji Wrocław Fabryczna

Działa tam Przychodnia Kozanów.
- Centrum Medyczne SportsMedic[22].

## Komunikacja miejska
Na Kozanów można dojechać tramwajami linii:
- 12 Sępolno - Kozanów (Górnicza)
- 18 Gaj - Tarczyński Arena (Królewiecka)
- 19 ZOO – Kozanów (Dokerska)
- 21 Gaj - Tarczyński Arena (Królewiecka)

oraz autobusami linii:
- 101 Kwiska – Leśnica
- 102 pl. Jana Pawła II - Kosmonautów Szpital
- 103 pl. Jana Pawła II – Pracze Odrzańskie
- 104 Ślazowa – Rędzińska
- 126 Kozanów – Wojszycka
- 127 Kozia – Zwycięska
- 136 Kozanów – Tarnogaj
- 245 Pracze Odrzańskie/Kozanów – Brochów/Bieńkowice/Gaj-pętla (nocny)
- 246 Kozanów – Świniary/Sołtysowice (nocny)